# ZSNES
 (juillet 2018).
Si vous disposez d'ouvrages ou d'articles de référence ou si vous connaissez des sites web de qualité traitant du thème abordé ici, merci de compléter l'article en donnant les références utiles à sa vérifiabilité et en les liant à la section « Notes et références ».
ZSNES est un émulateur de la console de jeux vidéo Super Nintendo sur PC. Initialement disponible sur MS-DOS, il a ensuite été porté sous Windows, Linux et FreeBSD. Depuis le 2 avril 2001, ZSNES est un logiciel libre disponible sous la licence GNU GPL.
ZSNES étant écrit principalement en assembleur, il est impossible de le porter sur d'autres plates-formes, telle PowerPC. Il est néanmoins très rapide et permet l'exécution de la plupart des jeux Super NES avec une fréquence de 50 ou 60 images par seconde sur un ordinateur équipé d'un processeur Pentium 2 cadencé à 400 MHz et de 64Mo de mémoire vive.

## Historique

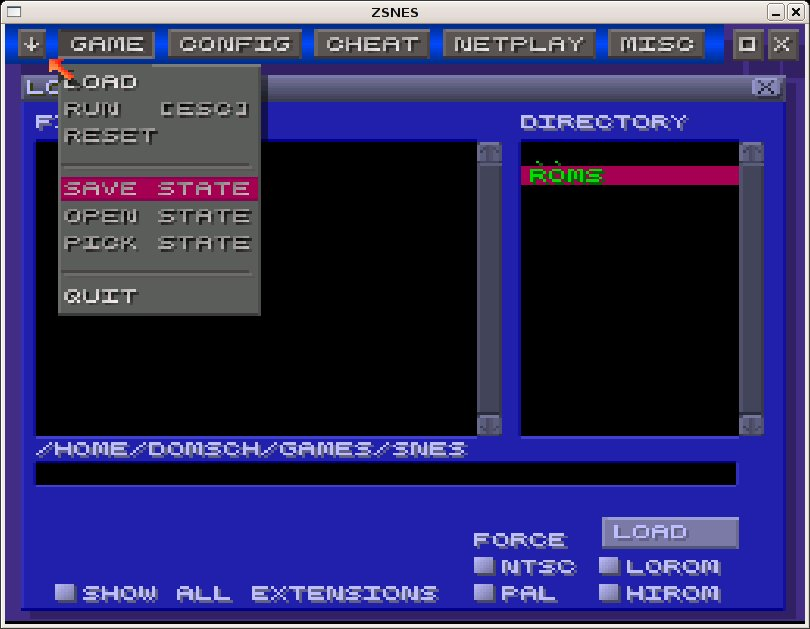
Capture d'écran de l'émulateur.

La première version de cet émulateur a été distribuée sur Internet en 1997. Son code source était alors inaccessible, et ce jusqu'au 2 avril 2001, date à laquelle le projet est passé sous licence GNU GPL. Il est depuis hébergé par SourceForge.net - un site consacré aux projets open source - ce qui a permis de nombreuses contributions de la part de développeurs extérieurs à l'équipe initiale. ZSNES est aujourd'hui (2006) toujours en développement, bien que la fréquence de ses mises à jour officielles ait baissé depuis que son développeur initial, zsknight, a quitté le projet en raison de la mort de son père.
La version 1.50 de ZSNES a été publiée le 22 décembre 2006. Il s'agit d'une mise à jour majeure depuis la version 1.42 officielle, qui date du 20 janvier 2005.
For this release we spent much time rewriting, porting, improving many internal subsystems. ZSNES is a program with over 200,000 lines of source code and in this release, over 25% of that has been modified. Also around 15% of assembly has been ported to C. The upcoming list while large can't fully describe the amount of work and the amount of improvements made. Make sure to see the readme to find out how to use all the new features. Subsystem Additions/Updates/Rewrites/Fixes/Improvements

## Fonctionnalités
De nombreuses fonctionnalités relatives à l'émulation de la Super Nintendo sont d'abord apparues sur ZSNES. La plupart de ces fonctionnalités ont ensuite été implémentées dans de nombreux autres émulateurs. Parmi elles :
- Support de l'anticrénelage
- Possibilité de prendre des captures d'écran
- Possibilité de sauvegarder la partie à tout moment
- Possibilité de "rembobiner" la partie (afin de recommencer une action manquée par exemple)
- Possibilité d'enregistrer la musique du jeu au format SPC700
- Support des codes de triche Game Genie et Pro Action Replay

Pendant des années ZSNES a été réputé pour être l'émulateur Super Nintendo ayant la plus grande compatibilité matérielle et la meilleure précision mais depuis 2012 il a été supplanté par Higan sur ces points. ZSNES a également été le premier, avec Snes9x, à émuler les puces Super FX, DSP-1, et C4. Il émule également les puces DSP-4, SDD-1, et ST010.